# Casimir Baille
Casimir Baille (Perpinyà?, 1856 - Perpinyà?, gener del 1917) va ser compositor, pianista, Gran organista i director del Conservatori de Perpinyà. Està enterrat a la volta de la família de François PORTEIX, al cementiri " Saint-Martin" de Perpinya.

## Biografia
Baille provenia d'una família il·lustrada: era fill de Gabriel Baille (Sant Pau de Fenollet, 1832 - 1909), director del Conservatori de Perpinyà i compositor de música de cambra, i germà de l'arquitecte Léon Baille, que marcaria una època en l'arquitectura perpinyanenca. Estudià al Conservatoire National de Musique et de Déclamation de París, on el 1876 rebé un premi en composició musical i un altre en orgue. Com a alumne de l'escola de l'"Ècole de musique religieuse" fundada a París per Louis Niedermeyer i que dirigia Gustave Lefèvre, el 1876 obtingué el primer premi en composició musical i el diploma de mestre de capella i d'organista, però el 1874 ja havia estat distingit. Posteriorment, va ser professor de piano d'aquesta darrera (1878, 1880), tasca que compaginà amb la de concertista. El 1890 ja dirigia el Conservatori de Perpinyà.
Va ser compositor de peces per a piano, principalment. Juntament amb el seu germà Léon, va ser membre de la Société d'Etudes Catalanes.
Maurice Bouchor li dedicà Israël en Égypte. Étude sur un oratorio de G.F. Hændel (Paris: G.Fisbach, 1888), que redactà en forma de diàleg amb Baille com a interlocutor.

## Obres
- L'angélus. Pièce en un acte (1896, reescrita i reestrenada el 1899), òpera còmica per a piano, veus i cor, amb lletra de Georges Mitchell (Paris: Choudens, 1887)(facsímil modern Nabu Press, 2010 ISBN 978-1173138202)
- Au coin du feu, petit conte pour piano (1896)
- Barcarolle pour piano (1894)
- Blanche fête (1898), amb lletra de Georges Mitchell
- C'est a mon tour, chanson d'un trouvère (1877), amb lletra d'Emile Deschamps
- La chanson, amb lletra de Georges Mitchell (reproducció de la partitura i crítica)
- Chanson d'amour (1890), per a piano
- Chanson d'avril (1890), per a piano
- Credo (1877), a 4 veus amb acompanyament d'orquestra, 1r premi de composició del Conservatori Nacional de Música i Declamació 1876
- Mon coeur mignon (1898), lletra de Georges Mitchell
- Muette de Portici (1869)
- Musette (1896), per a piano
- Le Mystères d'Eleusis, Tobie, légende biblique en cinq tableaux (1889), sobre text de Maurice Bouchor
- Ramponette, opérette en trois actes (1897), música de Baille i Selim, llibret de M.A.Lenéka i A.Richard
- Sérénade pour piano, op. 15 (1882), dedicat a la seva germana Marguerite
- Te Deum laudamus, op. 20 (1894), per a orgue amb pedals obligats
- Tobie, légende biblique en trois actes (1899), lletra de Maurice Bouchor